# Ibadi

Stater med en muslimsk befolkningsandel på över 10%.
Sunni
Shia
Ibadi (Oman)

Ibadi, al-Ibāḍiyyah (arabiska: الاباضية), är en variant av islam skild från den shiitiska och sunnitiska varianten. Ibadi är även en rättsskola (madhhab) och är en av de åtta vars giltighet erkänns i Ammanbudskapet.
Ibadisekten är en underavdelning till kharijiterna som var en sekt som stod i opposition till både shia och sunni efter striderna 657 mellan kalifen Ali ibn Abi Talib och  ståthållaren Muawiya i Syrien som efter Alis död 661 övertog kalifatet.  Sekten har fått sitt namn efter Abdallah ibn Ibad som lär ha levt i slutet av 600-talet. 
Ibaditiska missionärer fick anhängare bland berberna Nordafrika, och på 700- och 800-talet dominerade ibaditerna där stora landområden. 
Ibaditerna är toleranta mot andra islamiska inriktningar och icke-muslimer, men gifter sig i princip inte med muslimer utanför ibadismen och håller fast vid egna traditioner och lagtolkningar.
I Oman är cirka 45 procent av befolkningen anhängare av denna variant av islam. Utövare finns också på Zanzibar och i Algeriet och Tunisien.